# Roberto Elísio dos Santos
Roberto Elísio dos Santos  é professor aposentado do Programa de Pós-Graduação em Comunicação da Universidade Municipal de São Caetano do Sul (USCS). Desde 1999 atua como vice-coordenador do Observatório de Histórias em Quadrinhos da ECA-USP. Tem formação em Jornalismo pela Universidade Metodista de São Paulo (UMESP), mestrado em Comunicação Social (UMESP), doutorado em Comunicação e Artes (CCA/ECA-USP), pós-doutorado em Comunicação e Informação (CBD/ECA-USP) e Livre Docência em Comunicação pelo CJE/ECA-USP. Em 2006 ganhou o Troféu HQ Mix na categoria "melhor livro teórico" pelo livro O Tico-Tico - centenário da primeira revista de quadrinhos do Brasil (co-organizado por Waldomiro Vergueiro). Escreveu e/ou editou livros e artigos sobre Histórias em Quadrinhos, Teorias da Comunicação, Cinema e Humor. Foi editor das revistas Comunicação & Educação, Nona Arte, Gestão e Regionalidade, entre outras publicações acadêmicas. 